# 藤田昌代
藤田 昌代（ふじた まさよ、11月20日 - ）は、日本の女性声優。新潟県出身。AIR AGENCY（業務提携）。

## 人物
以前はメディアフォースに所属していた。
主に吹き替えを中心に活動中。
趣味は映画鑑賞、ゲーム、カラオケ。特技はシナリオライティング。

## 出演
太字はメインキャラクター。

### テレビアニメ
2008年
- ヒャッコ（杏藤子々、牧村、テニス部員）

2009年
- こんにちは アン 〜Before Green Gables（ミルドレッド）

2012年
- 猫の棲む島（猫）

2013年
- おしえて!ネオきょうじゅ（はてなちゃん）

2016年
- ゴッドイーター（ソーマ〈少年時代〉）
- タイムトラベル少女〜マリ・ワカと8人の科学者たち〜（メイド）

2017年
- GRANBLUE FANTASY The Animation（子供A、アン）
- 牙狼〈GARO〉 -VANISHING LINE-（女性、食堂の客・女）

2018年
- Midnight Crazy Trail（ドロシー）

2022年
- うたわれるもの 二人の白皇（トリコリ）

### 劇場アニメ
2007年
- オオカミくんはピアニスト
- ジーニアス・パーティ

### OVA
2009年
- こどものじかん 2学期

2011年
- 生徒会役員共（アリアの母）
- デコちあ☆Win!（つばき）

### Webアニメ
- クラレ05
- JASA紹介アニメーション　（クミコ・ミライ）
- スター・ウォーズ: ビジョンズ タトゥイーン・ラプソディ（2021年、K-344[5]）

### デジタルコミック
- 豆腐メンタルアラサー女子の日常（2020年、愛内あいる[6]）
- 怪盗ルパン伝 アバンチュリエ（2020年、ミス・ネリー / ビクトワール[7][8]）
- 【社内公認】疑似夫婦―私たち（今のところはまだ）やましくありません! （2020年、吉澤奈都[9]）
- 昭和20年筑波の夏（2022年[10]）
- 小鳥遊は超恋愛体質（2022年、小鳥遊真美[11][12]）
- デスマッチ（2022年、深月[13]）
- ※この恋は事故です！（2022年、乾明日香[14]）
- セブン・エンド（2022年、中込かなえ[15]）
- 偽装お見合いなのになぜかプロポーズされました（2022年、須野原弓子[16]）
- 俺で甘える練習してみる？（2022年、美空[17]）
- 婚約破棄した伯爵令嬢は幸せな宝石鑑定士になりました（2023年、ミシェルの姉[18]）
- 婚約破棄されて修道院に行くお嬢様の話（2023年、リリアン・エドキンズ[19]）
- ルーチェと白の契約（2024年、アセイシヤ・ダルテ[20]）

### ゲーム
2009年
- ヒャッコ よろずや事件簿!（杏藤子々）

2015年
- 蒼穹のスカイガレオン(イワナガ、イワナガヒメ、カミムスヒ）
- チョコットランド（シキ）
- クルセイダークエスト（ディオネ）
- ウパルサガ（ライリー、ホーリー）
- プリンセスフィールド（羽生江真純）
- 飛鳥山学園組体操（宝蔵院京子、ルビー・オズワルド）

2016年
- うたわれるもの 二人の白皇（トリコリ）
- 蒼穹のスカイガレオン（ザム、アシ）
- 雷子 紺碧の章（文種）
- クリスタル オブ リユニオン（女神）
- シドストーリー（ブラド３世、ボリーナ）
- ユバのしるし（アウララ、マルキア、パウラ）
- .hack//New World（ネージュ）
- ソウルオブクリスタル（ルチア）
- ADVINITY（サヤ、ダスティ）

2017年
- ダンジョントラベラーズ2-2 闇堕ちの乙女とはじまりの書（ウーティス）
- セヴンデイズ あなたとすごす七日間（小鳥遊マリ）
- Deus Ex: Mankind Divided（イレンカ）
- セレンシアサーガ:ドラゴンネスト（ゼノビア）

2018年
- キングスレイド（ヤンヌ）
- フリージング エクステンション（イングリッド・バーンシュタイン、メラニー・シュナイゼル）
- シャドウ オブ ザ トゥームレイダー（アビー）

2019年
- モンスターハンター：ワールド（プレイヤーボイスタイプ9）
- LOST:SMILE memories + promises（宮城隼人）

2020年
- Marvel's Avengers（ナターシャ・ロマノフ / ブラック・ウィドウ）

2021年
- うたわれるもの斬2（トリコリ）
- Planet Coaster（シンシア・クラーク）

2022年
- Dreamin'Her -僕は、彼女の夢を見る。-（五十嵐 桐子）
- むげん怪奇探偵団
- ポケットクエスト 3魔王と3人の勇者（神焔の勇者エリス）
- モノクロームメビウス 刻ノ代贖（トリコリ）
- レインボーシックス シージ（ソリス）

2023年
- ディアブロIV（ネクロマンサー）
- Ed-0: Zombie Uprising（眞一〇華）

2024年
- 百英雄伝（ミオ、デッドカウンテス）

### ドラマCD
時期不明
- 紅心王子（悪魔〈女2〉）
- 勘弁してくれ（真砂美和）
- 贖罪（中川清美）
- 純情（アナウンサー）
- 不埒なスペクトル（マリコ）
- 人材派遣のCCC（麻生貴莉花）
- 超無気力戦隊ジャパファイブ（ブス女）
- パーマネント野ばら（桃ちゃん、けい子）※携帯配信
- ヘタリア Axis Powers キャラクターCD Vol.１ イタリア ※ドラマパート
- ヘタリア Axis Powers キャラクターCD Vol.3 日本（座敷童子）※ドラマパート
- 方言恋愛3 -The Dialect Love 3- 第六話「新潟県」

2008年
- 魔法少年マジョーリアン（女子A）

2015年
- 百千さん家のあやかし王子 其の弐（斑目琉生）

### 吹き替え

#### 映画
- ウソツキは結婚のはじまり（マイケル）
- 合衆国崩壊の日（ピオーナ、アリス）
- ゲーム・オブ・ウォー（カティヤ）
- コマンドーR（ジェーニャ〈バーバラ・ポレチェンコヴァ〉）
- ザ・チェーンソー・スラッシャー（農夫娘）
- 女子高生サバイバル・ドライブ（ジェイミー〈ダニエル・リリー〉）
- スター・ウォーズ: ビジョンズ（K-344）
- デスメール（アレックス）
- ドルフ・ラングレン ザ・リベンジャー（エイプリル〈リンジー・マクスウェル〉）
- ドルフィン 太陽の秘密と夢の冒険（クジラ）
- トロールズ（DJスキ）
- ナイトストーカー
- ネイキッド（キャリー〈ミンカ・ケリー〉）
- 野良犬たちの掟（少年時代のフレッド）
- バトル・イン・シアトル（サム）
- BUNKER / 地底要塞（イリーナ）
- フライト・デスティネーション（アリソン）
- PRIVATE（マリアナ）
- フリーウェイ（ロンダ）
- ブルー・エレファント（コン・スエイ）
- 墓地（ゾーイ）
- レイダース 欧州攻略（ワン・チャオイン〈ティファニー・タン〉）
- ワイルド・スティール（ヘイデン〈ランドン・ダニング〉）
- レイダース・オブ・ムージン 失われた財宝（シャーリー）
- ネクスト・ドリーム ふたりで叶える夢

#### ドラマ
時期不明
- アンブレイカブル・キミー・シュミット シーズン2（サンドラ）
- 美男ですね（サ・ユリ）
- いばらの鳥（ヤン・ミリョン〈キム・ハウン〉）
- エレメンタリー3 ホームズ&ワトソン in NY
- GIRLS/ガールズ シーズン4（ララビー）
- キャンプ・キキワカ（ティファニー）
- クリスマスに雪は降るの?（高校生時代のハン・ジワン）
- サンズ・オブ・アナーキー シーズン5（カーラ）
- ジャイアント（ウジュ、ギョンジャ）
- 千日の約束（ノ・ヒャンギ〈チョン・ユミ〉）
- タイム・アフター・タイム 〜 H・G・ウェルズの冒険
- 推奴（ソルファ〈キム・ハウン〉）
- トランスポーター ザ・シリーズ（フェラーラ）
- ブラック・ミラー シーズン2
- ブラック・ミラー シーズン3
- プリズン・ブレイク シーズン5
- THE BRIDGE/ブリッジ シーズン3（アリス）
- プロジェクト・ランウェイ シーズン14（キャンディス・マリー・クオコ）
- プロジェクト・ランウェイ シーズン15（ジェナ）
- BONES シーズン12（ジャニーン）
- 六龍が飛ぶ（ミン・ダギョン〈コン・スンヨン〉）

2020年
- めちゃくちゃ恋するハンターズ（リン）
- ザ・ロイヤルズ（マリベル）
- LA's FINEST/ロサンゼルス捜査官（ジェン、レッティ・ラミレス）
- MESSIAH（エリアナ）

2021年
- ウエストワールド シーズン3（マーテル〈ポム・クレメンティエフ〉）

2022年
- クロエ（クロエ）

### 歌唱
- まいてつ 宝生稀咲編エンディングテーマ（CRIMSONSONE名義）

### 実写
- 頭文字D（エキストラ出演）

### 舞台
- 絹の龍-シルクドラゴン-（婉容）
- パタリロ西遊記!（玉面公主、青孩児）
- ブラックM（キャンディー・キッドマン）
- 7:00AMは殺しの番号
- 祟りたいほど愛してる（初音ミコ）

### ラジオ
- インターネットラジオ『バブオ』（2010年、バブ屋）
- 軽茶しんどろ〜む（5月〜8月アシスタント〈2012年、音泉〉）
- 寝起きにポテトチップス（ゲスト）
- PINK TENSION TALK（ゲスト）
- ヒャッコ とらのこラジオ（ゲスト）
- 今夜もまた金曜日… あいちぃと乙女達の花金（ゲスト）
- PUMP UP RADIO（ゲスト）

### ナレーション
- 「オカンの嫁入り」メイキング特番〜宮﨑あおい・大竹しのぶ初共演の舞台裏〜（日本映画専門チャンネル）
- フレックスコミックステレビCM
- AbemaTV番組PRナレーション
- スコッチ秒速封かんのり 製品紹介ナレーション
- ナショナルジオグラフィックチャンネル
- ディスカバリーチャンネル

### ボイスオーバー
- 有吉反省会
- サンバリュ　行商の巨人〜ニッポンを売り歩け!〜
- スーパープレゼンテーション（ディーヤ・カーン）
- スーパープレゼンテーション（ハンナ・フライ）
- ディスカバリーチャンネル
- ナショナルジオグラフィックチャンネル
- ヨーロッパいちばん旅行記
- NHK「ちきゅうラジオ」のちきゅうキッズ紀行のコーナーで、インドネシア・バリ島に住む女の子、コマンちゃんのボイスオーバー
- THE NAKED XL シーズン4（ローラ）

### テレビ
- スマイルスタジアムNST（ランキングコーナーリポーター）（新潟総合テレビ）
- ハニカミ女王 野水伊織のシャイでごめんね!（ゲストスタンド）

### その他
時期不明
- アルビレックス新潟テレビCM（エキストラ出演）
- オートバンク（広告モデル）
- 声優劇場 パプリオーン! みずはらさん第1巻（座談会「水原薫×藤田昌代×ジェーニャ×今野隼史」）
- タカラトミー「スマポン」CM（ボイス）
- ハッチポットVR「キーとクロ」（クロ）

2019年
- 『ロマンシング サガ リ・ユニバース』SaGaばなし 〜ねんがんのプレゼンチャンスをてにいれたぞ！ペンギンズ編〜（Web番組ゲスト）
- 『ロマンシング サガ リ・ユニバース』SaGaばなし 〜ねんがんのプレゼンチャンスをてにいれたぞ！結編〜（Web番組ゲスト）
- 『ロマンシング サガ リ・ユニバース』SaGaばなし 〜ねんがんのプレゼンチャンスをてにいれたぞ！コンパス編〜（Web番組ゲスト）
- 『ロマンシング サガ リ・ユニバース』SaGaばなし 〜ねんがんのプレゼンチャンスをてにいれたぞ！岸田メル編〜（Web番組ゲスト）

2023年
- VOICEVOX Nemo（女性6）